# Vincent Vidal
Pour les articles homonymes, voir Eugène Vincent Vidal.
Vincent Vidal, né à Carcassonne le 20 janvier 1811 et mort le 15 juin 1887 à Paris, est un artiste-peintre et aquarelliste français.

## Biographie
En 1837, Vincent Vidal entre à l'École des beaux-arts de Paris où il suit les cours de Paul Delaroche ; il expose au Salon de Paris à partir de 1843, devenant rapidement un portraitiste connu et un habile pastelliste, fréquentant la bonne société parisienne, peignant par exemple l'impératrice Eugénie de Montijo en 1857, celui d'Alexandre Dumas en 1870. À la suite d'Alexandre Dumas (fils), on reconnait - à tort - Marie Duplessis dans l'un de ses portraits de femme.
En 1852, il achète le manoir de Kerlagadic à Bannalec et peint de nombreuses scènes et paysages de Bretagne ; il y reçoit notamment le peintre Camille Bernier à partir de 1866. Il meurt à Paris, mais est inhumé dans le cimetière de Bannalec, ainsi que son épouse Reine Henriette Guimart.
Une photographie de lui prise vers 1865 par Bayard et Bertall se trouve au musée d'Orsay.

## Galerie

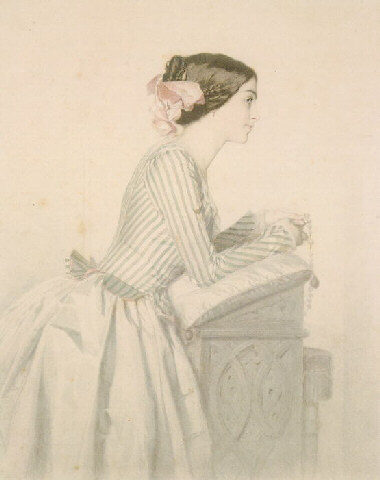
Jeune femme récitant le rosaire
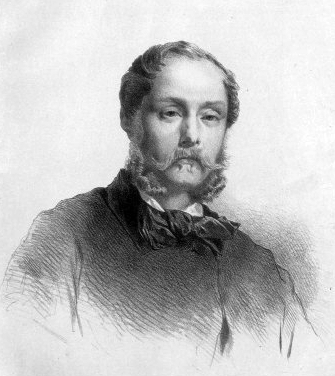
Charles Chaplin, portrait d'après Vincent Vidal (1858).
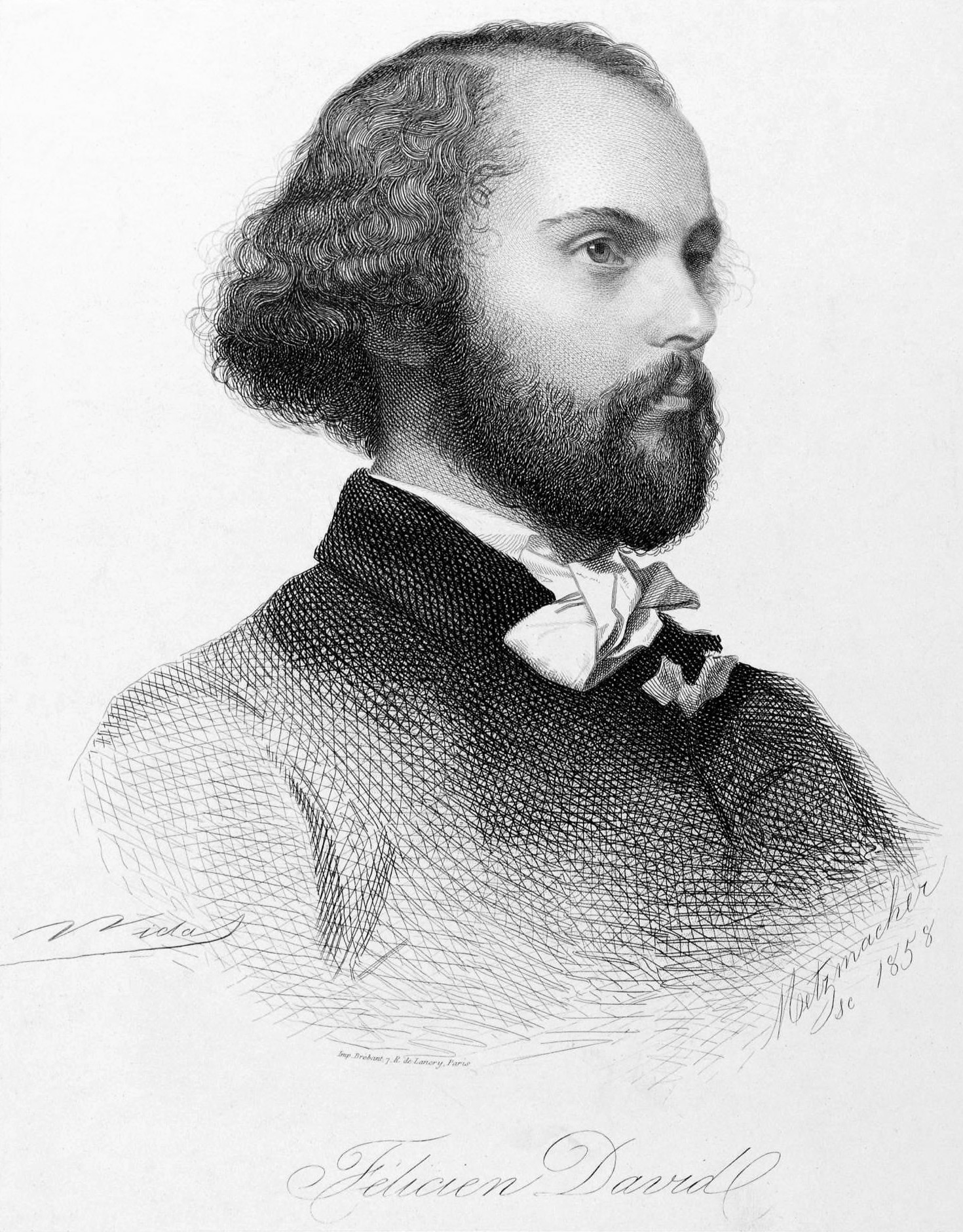
Félicien David, portrait d'après Vincent Vidal (1858).
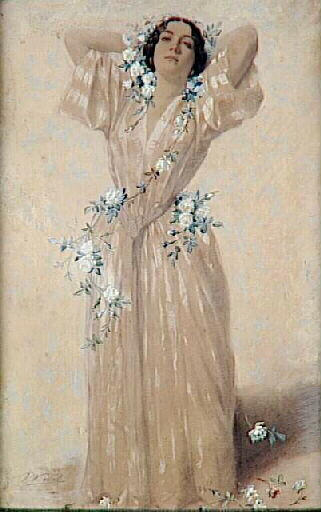
Apollonie Sabatier ou La présidente (Musée d'Orsay)

## Autres œuvres
- Portrait de Madame Vidal (1851, huile sur toile, musée des beaux-arts de Quimper)[5].
- Une paysanne bretonne (s.d. huile sur toile, musée des beaux-arts de Carcassonne)
- Autoportrait (s.d. crayons et craie, musée des beaux-arts de Carcassonne)
- Moïse sauvé des eaux, copie d'après Poussin, (s.d., huile sur toile, musée des beaux-arts de Carcassonne)
- Médée furieuse, 1840, huile sur toile, 53 x 37 cm, Gray (Haute-Saône), musée Baron-Martin